# Superwoman
1. REDIRECT Саллинен, Рийкка